# Бухалакис, Андреас
Андреас Бухалакис (греч. Ανδρέας Μπουχαλάκης; 5 апреля 1993, Ираклион) — греческий футболист, полузащитник сборной Греции.

## Клубная карьера
Бухалакис начал свою карьеру с молодежной командой «Эрготелиса», и подписал свой первый профессиональный контракт с клубом 19 мая 2011 года. Он дебютировал в основной команде 11 декабря 2011 года, в игре против «Доксы».
22 марта 2013 года Бухалакис подписал контракт на четыре года с греческим клубом «Олимпиакосом». После его подписания было принято решение остаться в аренде на год в своем бывшем клубе «Эрготелисе».

## Достижения
- Чемпион Греции (5): 2014/15, 2015/16, 2016/17, 2019/20, 2020/21
- Обладатель Кубка Греции (2): 2014/15, 2019/20